# Ordonnances de la France libre
Les ordonnances de la France libre sont l'ensemble des ordonnances signées par le chef de la France libre Charles de Gaulle à partir de son entrée en résistance en 1940. Ces ordonnances sont des mesures prises par le gouvernement provisoire dans des domaines qui relèvent normalement du domaine de la loi. Elles sont numérotées de la n°1 à la n°59.

## Liste
| Numéro | Titre | Thème | Date de signature                                                 |
| ------ | --- | --- | ----------------------------------------------------------------- |
| 1      | Ordonnance organisant les pouvoirs publics durant la guerre et instituant un Conseil de Défense de l’Empire | Organisation des institutions de la France Libre. | 27 octobre 1940                                                   |
| 2      | Ordonnance portant nomination des membres du Conseil de défense de l'Empire | Nominations des principales figures de la France Libre auprès de Charles de Gaulle. | 27 octobre 1940                                                   |
| 3      | Ordonnance relative à la formule exécutoire des arrêts, jugements, etc. | Réaffirmation de la légalité du décret du 2 septembre 1871 relatif à la formule exécutoire des arrêts et des jugements.                                                                                                | 9 novembre 1940                                                   |
| 4      | Ordonnance portant constitution des cadres des Forces Navales Françaises Libres | Création d'une hiérarchie au sein des nouvelles forces navales. | 9 novembre 1940                                                   |
| 5      | Ordonnance précisant les conditions dans lesquelles seront prises les décisions du Chef des Français Libres | Précision d'ordre juridique sur la qualité des textes signés par le Chef des Français Libres : ordonnances équivalent à loi, décrets à actes réglementaire.                                                            | 12 novembre 1940                                                  |
| 6      | Ordonnance portant création du Haut-Commissariat de l'Afrique Française Libre | Délégation au Haut-Commissaire des pouvoirs du Chef des Français Libres en cas de départ du territoire. | 12 novembre 1940                                                  |
| 7      | Ordonnance créant l'Ordre de la Libération | Création de l'Ordre de la Libération. | 16 novembre 1940                                                  |
| 8      | Ordonnance portant ouverture de crédits provisoires à la date du 1er septembre 1940, au titre de l'exercice 1940-1941 | Loi de finance. Allocation de crédits pour un total de 129,237 millions de francs. | 17 novembre 1940                                                  |
| 8 bis  | Ordonnance portant approbation du budget militaire de l'Afrique Équatoriale Française pour l'exercice 1940 | Rectification de la loi de finance. | 30 décembre 1940                                                  |
| 9      | Ordonnance réglant la législation applicable par les juridictions militaires des Forces Françaises Libres dans le Royaume-Uni et dans les territoires soumis à l'autorité du gouvernement de S.M. britannique | Extraterritorialité du droit français aux zones couvertes par les quartiers des forces de la France libre au Royaume-Uni, en application du droit de la IIIe République.                                               | 15 janvier 1941                                                   |
| (10)   | L'ordonnance n°8 bis est publiée à la place de l'ordonnance n°10. | L'ordonnance n°8 bis est publiée à la place de l'ordonnance n°10. | L'ordonnance n°8 bis est publiée à la place de l'ordonnance n°10. |
| 11     | Ordonnance supprimant pour la durée des hostilités dans les Établissements français dans l'Inde l'effet suspensif du pourvoi en cassation | Politique judiciaire dans les territoires français d'Outre-mer et dans les colonies françaises | 2 avril 1941                                                      |
| 12     | Ordonnance relative à la procédure de règlement de juges dans les Établissements Français dans l'Inde | Politique judiciaire. La Cour de cassation des territoires français en Inde exercent le pouvoir judiciaire jusqu'à la fin des hostilités. Elles sont renommées « Conseil du contentieux » jusqu'à la fin de la guerre. | 30 avril 1941                                                     |
| 14     | Ordonnance portant organisation et fixant les attributions du Haut-Commissariat de France dans le Pacifique | Nomination du Haut-Commissaire de France dans le Pacifique, comme représentant du Chef des Français Libres. | 2 août 1941                                                       |
| 15     | Ordonnance sur le fonctionnement des tribunaux militaires permanents et du tribunal militaire de cassation permanent des Forces Françaises Libres dans le Royaume-Uni | Réaffirmation de la légalité des articles 172 et suivants du Code de Justice Militaire pour l'Armée de Terre (droit de la IIIe République).                                                                            | 15 septembre 1941                                                 |
| 15 bis | Ordonnance relative aux retraites et pensions | Affirmation de ce que la France libre prendra en charge la retraite et pensions des fonctionnaires français une fois au pouvoir.                                                                                       | 29 septembre 1941                                                 |
| 16     | Ordonnance portant organisation nouvelle des pouvoirs publics de la France libre et créant le Comité national français | Création du Comité national français. | 24 septembre 1941                                                 |
| 17     | Ordonnance portant constitution des cadres des Forces Navales Françaises Libres | Structuration des forces navales. | 13 octobre 1941                                                   |
| 18     | Ordonnance sur le recrutement de l'armée | Nomination des volontaires dans les trois branches de l'armée de la France libre. Dérogation pour les diplômés et candidats aux Grandes écoles.                                                                        | 27 octobre 1941                                                   |
| 19     | Ordonnance relative au régime des pensions de guerre de la France libre | Organisation des pensions de guerre pour les résistants affiliés à la France libre. | 11 novembre 1941                                                  |
| 20     | Ordonnance portant institution d'un Conseil de protection des mineurs | Création d'un Conseil destiné à gérer la légalité de l'engagement et des actions des mineurs. | 21 novembre 1941                                                  |
| 21     | Ordonnance instituant la Caisse centrale de la France libre | Création de la trésorerie de la France libre et de la devise de la France libre, le Franc. | 2 décembre 1941                                                   |
| 22     | Ordonnance relative à la constitution de tribunaux militaires en Afrique Équatoriale et au Cameroun | Création de tribunaux militaires dans certaines colonies. | 12 décembre 1941                                                  |
| 23     | Ordonnance relative à la mise en non-activité des militaires des Forces Françaises Libres | Politique de ressources humaines. | 13 février 1942                                                   |
| 24     | Ordonnance portant modification du Code disciplinaire et pénal de la Marine marchande | Politique judiciaire. Transfert de l'autorité de l'administration de l'Inscription maritimes à l'administration de l'inscription maritime à Londres.                                                                   | 20 février 1942                                                   |
| 25     | Ordonnances instituant un Comité du Contentieux | Politique judiciaire. Transfert de l'autorité du Conseil d'État à un Comité du Contentieux. | 13 mars 1942                                                      |
| 26     | Ordonnance portant approbation et mise en application de deux conventions conclues entre le Comité National Français et le Gouvernement de S.M. dans le Royaume-Uni concernant les relations économiques et commerciales entre l'Afrique Équatoriale Française et le Royaume-Uni et entre le Cameroun sous mandat français et le Royaume-Uni                                  | Ratification d'un accord international. | 25 mars 1942                                                      |
| 27     | Ordonnance fixant le statut des Offices coloniaux des changes | Politique monétaire. | 24 avril 1942                                                     |
| 28     | Ordonnance créant une Inspection Générale des Forces Françaises Libres | Création d'un corps d'inspection. | 1er mai 1942                                                      |
| 29     | Ordonnance portant suppression provisoire dans les possessions françaises du Pacifique et aux Nouvelles-Hébrides de l'effet suspensif du pourvoi en cassation contre les décisions des tribunaux militaires | Politique judiciaire dans les territoires français d'Outre-mer et dans les colonies françaises | 9 juin 1942                                                       |
| 30     | Ordonnance portant suppression du Haut-Commissariat de l'Afrique Française Libre | Réorganisation de la chaîne de commandement. | 22 juin 1942                                                      |
| 31     | Ordonnance approuvant la convention intervenue entre le Commissaire national à l'économie, aux finances et aux colonies et le Directeur général de la Caisse centrale de la France Libre, garantissant le remboursement des avances consenties par la Caisse centrale pour le financement de la récolte du blé de l'année 1942, dans les États du Levant sous mandat français | Ratification d'un accord international. | 15 juin 1942                                                      |
| 32     | Ordonnance suspendant provisoirement dans les territoires de l'Afrique Équatoriale Française et du Cameroun le privilège d'émission de la Banque de l'Afrique Occidentale | Politique monétaire dans les colonies françaises. | 24 juillet 1942                                                   |
| 33     | Ordonnance portant dérogation provisoire aux dispositions du code civil relatives à la transcription des jugements de divorce | Réforme judiciaire relative au divorce. | 4 août 1942                                                       |
| 34     | Ordonnance fixant pour le Cameroun français, les conditions d'emploi des fonds d'emprunt disponibles | Politique monétaire dans les colonies françaises. | 27 novembre 1942                                                  |
| 35     | Ordonnance fixant, pour le Cameroun français, les conditions d'emploi des économies résultant des décrets-lois des 16 juillet 1935 et 7 juillet 1936 | Politique monétaire dans les colonies françaises. | 27 novembre 1942                                                  |
| 36     | Ordonnance donnant cours légal aux billets de la Caisse Centrale de la France Libre dans le territoire des Îles Saint Pierre et Miquelon | Politique monétaire dans les colonies françaises. | 4 décembre 1942                                                   |
| 37     | Ordonnance modifiant les statuts de la Caisse centrale de la France libre | Réforme de la Caisse centrale. | 28 décembre 1942                                                  |
| 38     | Ordonnance étendant aux membres de la marine marchande le régime des pensions de guerre de la France combattante | Modification du régime de pensions. | 5 janvier 1943                                                    |
| 40     | Ordonnance fixant le statut provisoire de l'émission fiduciaire à Madagascar | Politique monétaire dans les colonies françaises. | 29 janvier 1943                                                   |
| 41     | Ordonnance étendant les dispositions relatives aux délais et actions en justice intéressant les mobilisés et les habitants des zones comprises dans les opérations de guerre | Politique judiciaire en temps de guerre. | 9 février 1943                                                    |
| 42     | Ordonnance instituant une médaille de la résistance française | Création d'une médaille de la résistance. | 9 février 1943                                                    |
| 43     | Ordonnance étendant le droit à pension de guerre | Modification des dispositions relatives aux pensions de guerre. | 25 février 1943                                                   |
| 44     | Ordonnance relative aux mesures à prendre contre les individus dangereux pour la défense nationale ou la sécurité publique dans les territoires relevant du Haut-commissariat de France dans l'Océan Indien | Politique judiciaire relative à la défense nationale. | 2 mars 1943                                                       |
| 45     | Ordonnance réglant la circulation monétaire à la Réunion | Politique monétaire dans une colonie française. | 2 mars 1943                                                       |
| 46     | Ordonnance relative au rétablissement de la légalité républicaine dans l'Île de la Réunion | Affirmation de l'inconstitutionnalité du régime de Vichy et rétablissement de l'état du droit antérieur à l'abolition de la IIIe République à la Réunion.                                                              | 2 mars 1943                                                       |
| 47     | Ordonnance étendant le champ d'application dans l'Île de la Réunion des lois et décrets garantissant aux mobilisés la reprise de leur contrat de travail | Politique judiciaire à la Réunion. | 22 mars 1943                                                      |
| 48     | Ordonnance portant modalités d'application de l'article 44 de la loi du 5 avril 1884 dans l'Île de la Réunion | Rétablissement du fonctionnement de la démocratie municipale à la Réunion. | 8 avril 1943                                                      |
| 49     | Ordonnance sur la formation des officiers de marine des Forces Navales Françaises Libres | Organisation de la formation en l'absence d'accès à l'École navale. | 15 avril 1943                                                     |
| 50     | Ordonnance modifiant et complétant la loi du 4 mars 1929, portant organisation des différents corps d'officiers de l'armée de met du corps des équipages de la flotte | Organisation de la marine. | 15 avril 1943                                                     |
| 51     | Ordonnance instituant une chambre de révision des condamnations inspirées par des considérations politiques dans l'Île de la Réunion | Création d'une procédure d'annulation de condamnations d'ordre politique à la Réunion. | 20 avril 1943                                                     |
| 52     | Ordonnance relative aux modalités du rétablissement de la légalité républicaine dans la colonie de Madagascar | Affirmation de l'inconstitutionnalité du régime de Vichy et rétablissement de l'état du droit antérieur à l'abolition de la IIIe République à Madagascar.                                                              | 20 avril 1943                                                     |
| 53     | Ordonnance réglant la circulation monétaire dans la colonie de la Côte française des Somalis | Politique monétaire dans une colonie. | 11 mai 1943                                                       |
| 54     | Ordonnance modifiant et complétant la loi du 4 mars 1929 portant organisation des différents corps d'officiers de l'armée de mer et du corps des équipages de la flotte | Organisation de l'armée de la France libre. | 14 mai 1943                                                       |
| 55     | Ordonnance portant modification de l'ordonnance n°16 du 24 septembre 1941 | Renforcement de facto du pouvoir des commissaires de la France libre présents en Afrique du Nord. | 26 mai 1943                                                       |
| 56     | Ordonnance relative à l'interruption de la prescription en matière pénale | Politique judiciaire. Interruption de la prescription au sujet des actes commis par le régime de Vichy. | 27 mai 1943                                                       |
| 57     | Ordonnance modifiant et complétant la loi du 4 mars 1929 portant organisation des différents corps d'officiers de l'armée de mer et du corps des équipages de la flotte | Organisation de l'armée de mer. | 20 mai 1943                                                       |
| 58     | Ordonnance concernant l'avancement du personnel officier des Forces Navales Françaises Libres | Organisation des carrières au sein de l'armée de mer. | 20 mai 1943                                                       |
| 59     | Ordonnance concernant la nomination à titre définitif du personnel officier des Forces Navales Françaises Libres nommé à titre temporaire avant le 1er mai 1943 | Organisation des carrières au sein de l'armée de mer. | 29 mai 1943                                                       |

## Analyse
Les cinquante-neuf ordonnances de la France libre sont historiquement significatives en ce qu'elles constituent le socle de la légalité du régime français clandestin pour les années à venir, jusqu'à la création du Gouvernement provisoire de la République française. Les deux premières ordonnances, en effet, constituent ce que certains historiens ont qualifié de « Constitution matérielle de la France Libre ». L'ordonnance n°16 proclame l'inconstitutionnalité et l'illégalité du régime de Vichy, et officialise le rôle de Charles de Gaulle au sein de la France libre.
Les ordonnances font l'objet de discussions au sein des cadres exécutifs de la France libre. De Gaulle, René Pleven et René Cassin notamment échangent des télégrammes au sujet des orientations à adopter. Si les premières ordonnances sont signées dès octobre 1940, elles ne sont publiées qu'à partir de janvier 1941 dans le Journal officiel de la France libre.
L'ordonnance n°7 crée l'Ordre de la Libération, qui a subsisté.